# 안정군
안정군(安定郡)은 중국의 옛 군이다.

## 전한
원정 3년(기원전 114년)에 북지군을 분할해 세워졌다.
양주자사부에 속했다. 원시 2년(2년)의 인구조사에 따르면 호구 42,765호, 인구 143,294명이었다. 아래의 속현 목록은 《한서》지리지의 내용이다. 원연·수화 연간(기원전 8년 무렵)의 현황으로 여겨지며, 총 20현(19현 1도)이다. 일반적으로 첫 현이 치소로 여겨진다.
| 이름   | 한자   | 대략적 위치                                                 | 비고 |
| ------ | ------ | ----------------------------------------------------------- | --- |
| 고평현 | 高平縣 | 구위안시                                                    | |
| 복루현 | 復累縣 | ?                                                           | |
| 안비현 | 安俾縣 | ?                                                           | |
| 무이현 | 撫夷縣 | 칭양시 전위안 현 북                                         | |
| 조나현 | 朝那縣 | 구위안시 펑양 현 동                                         | 단순사(端旬祠) 열다섯 곳이 있어 호인 무당이 빈다. 또 추연사(秋淵祠)가 있다. 상군 부시현과 함께 초한전쟁시기 남하한 흉노의 남방한계선이 되었다.                             |
| 경양현 | 涇陽縣 | 핑량시 북서                                                 | 개두산(開頭山)이 서쪽에 있어 《우공》의 경수(涇水)가 나와 남동으로 양릉(陽陵)에 이르러 위수로 들어가니, 안정·우부풍·좌풍익 3군을 지나 1060리를 지나고, 옹주천(雍州川)이다. |
| 임경현 | 臨涇縣 | 칭양시 전위안 현 남동                                       | |
| 노현   | 鹵縣   | ?                                                           | 구수(灈水)가 서쪽에서 나온다. |
| 오지현 | 烏氏縣 | 구위안시 남동                                               | 오수{烏水, 지금의 청수하(淸水河)}가 서쪽에서 나와 북쪽으로 하수로 들어간다. 도로산(都盧山)이 서쪽에 있다.                                                                  |
| 음밀현 | 陰密縣 | 핑량시 링타이 현                                            | 《시경》의 밀인국(密人國)이다. 효안정(囂安亭)이 있다. |
| 안정현 | 安定縣 | 핑량시 징촨 현                                              | |
| 삼련현 | 參䜌縣 | 칭양시 환 현 남부                                           | 주기도위(主騎都尉)의 치소가 있다. |
| 삼수현 | 三水縣 | 우중시 퉁신 현 동                                           | 속국도위의 치소가 있다. 염관이 있다. |
| 음반현 | 陰槃縣 | 셴양시 창우 현 북서                                         | |
| 치뢰현 | 祖厲縣 | 바이인시 후이닝 현 북서                                     | |
| 원득현 | 爰得縣 | 핑량시 징촨 현 남                                           | |
| 순권현 | 眴卷縣 | 중웨이시 중닝 현 북동 일대                                  | 하수의 지류가 갈려나와 하구(河沟)라 하고, 동으로 부평(富平)에 이르러 북으로 하수로 들어간다.                                                                               |
| 팽양현 | 彭陽縣 | 칭양시 전위안 현 동                                         | |
| 순음현 | 鶉陰縣 | 바이인시 징위안 현·징타이 현·란저우시 가오타이 현 교차 일대 | |
| 월지도 | 月氏道 | 구위안시 남·룽더 현·시지 현 교차 일대                       | |

## 신
다음 현의 이름을 고쳤다.
| 전한 | 신             |
| ---- | -------------- |
| 고평 | 포목(鋪睦)     |
| 무이 | 무녕(撫寧)     |
| 임경 | 감경(監涇)     |
| 오지 | 오정(烏亭)     |
| 삼수 | 광연정(廣延亭) |
| 안무 | 안환(安桓)     |
| 치뢰 | 향례(鄕禮)     |
| 월지 | 월순(月順)     |

## 후한
8성 6,914호 29,060명을 거느렸다.후한말 선비족과 강족의 침입으로 허타오지방에 대한 한나라의 행정력이 약화되자 일부 현이 남쪽으로 교치되었다.
| 현명   | 한자   | 대략적 위치                        | 비고                                                                   |
| ------ | ------ | ---------------------------------- | ---------------------------------------------------------------------- |
| 임경현 | 臨涇縣 | 칭양시 전위안 현 남동              |                                                                        |
| 고평현 | 高平縣 | 구위안 시 동남                     | 제일성(第一城)이 있다.                                                 |
| 조나현 | 朝那縣 | 구위안시 펑양 현 동                |                                                                        |
| 오지현 | 烏枝縣 | 구위안 시 징위안 현 호점향(蒿店乡) | 와정(瓦亭), 박락곡(薄落谷)이 나온다. 조위-서진교체기에 폐지되었다.     |
| 삼수현 | 三水縣 | 우중 시 퉁신 현 전로장향 동        | 후한말 쉰이 현 서쪽의 서천현으로 교치되었다.                           |
| 음반현 | 陰盤縣 | 칭양 시 닝 현 장경교진일대         |                                                                        |
| 팽양현 | 彭陽縣 | 구위안 시 펑양 현 팽양향           |                                                                        |
| 순고현 | 鹑觚縣 | 핑량 시 징촨 현 요점향 남          | 북지군에서 이관되었다. 194년 우부풍 칠현과 함께 신평군으로 분리되었다. |

## 위진
서진대에는 7현 5,500호를 거느렸다.
| 현명   | 한자   | 대략적 위치                       | 비고                                         |
| ------ | ------ | --------------------------------- | -------------------------------------------- |
| 임경현 | 臨涇縣 | 칭양시 전위안 현 남동             |                                              |
| 조나현 | 朝那縣 | 구위안 시 동남                    |                                              |
| 오씨현 | 烏氏縣 | 핑량 시 안국향                    |                                              |
| 도로현 | 都盧縣 | 구위안 시 징위안 현 육반산진 일대 |                                              |
| 순고현 | 鶉觚縣 | 핑량 시 징촨 현 요점향 남         | 서진건국이후 신평군에서 안정군으로 돌아왔다. |
| 음밀현 | 陰密縣 | 핑량 시 링타이 현 백리향          | 신설연도는 알 수 없다.                       |
| 서천현 | 西川縣 | 펑양 현 홍하향                    |                                              |

## 북위
경주(涇州)가 설치되자 경주의 자사부가 안정군에 설치되었다. 안정군은 5현을 거느렸다. 487년(북위 효문제 태화 11년) 석당군(石堂郡)을 통폐합했다.
| 현명   | 한자   | 대략적 위치                   | 비고                                                               |
| ------ | ------ | ----------------------------- | ------------------------------------------------------------------ |
| 안정현 | 安定縣 | 핑량 시 징촨 현 성관진        | 후한시기 폐지되었다가 북위대에 복구되었다. 동성(銅城)이 있다.      |
| 임경현 | 臨涇縣 | 칭양 시 전위안 현 둔자진 남   | 홍성(洪城)이 있다.                                                 |
| 조나현 | 朝那縣 | 구위안 시 동남                | 호성(胡城)과 당원성(當原城)이 있다.                                |
| 오씨현 | 烏氏縣 | 핑량 시 징촨 현 동 나한동진북 | 기산(岐山), 경향성(涇鄕城), 양읍성(陽邑城), 무이성(撫夷城)이 있다. |
| 석당현 | 石堂縣 |                               | 자도산(自度山)이 있다.                                             |

## 수
7현 76,281호를 거느렸다. 주현제를 실시할 때는 경주(涇州)로 칭했다.
| 현명   | 한자   | 대략적 위치                 | 비고 |
| ------ | ------ | --------------------------- | --- |
| 안정현 | 安定縣 | 핑량 시 징촨 현 성관진      | |
| 순고현 | 鶉觚縣 | 핑량 시 링타이 현           | 조평군의 치소였으나 북주시기 조평군이 폐지되면서 현으로 강등되었다. 그리고 의록현(宜祿縣)을 통폐합했다. 대업초에 영태현(靈台縣)이 신설되었지만 606년(수 양제 대업 2년)순고현으로 통폐합되었다. |
| 음반현 | 陰盤縣 | 핑량 시 쿵퉁 구 백수진 일대 | 북위에서 본현에 평량군을 설치했다. 개황초 평량군을 폐지하자 현으로 격하되었다. 노수(盧水)가 있다.                                                                                              |
| 조나현 | 朝那縣 | 핑량 시 링타이 현 조나진    | 서위에서 본현에 안무군을 설치했고 본현의 일부를 안무현(安武縣)으로 분리했다. 하지만 583년(수 문제 개황 3년) 안무군과 안무현 모두 폐지되었다.                                                   |
| 양원현 | 良原縣 | 핑량 시 링타이 현 양원향    | 대업초 신설되었다. |
| 임경현 | 臨涇縣 | 칭양 시전위안 현            | 대업초 신설되었다. 추곡현(湫穀縣)이라 불렸지만 얼마못가 지금의 이름으로 개명되었다. |
| 화정현 | 華亭縣 | 핑량 시 화팅 현             | 대업초에 신설되었다. 농수(隴水)와 예수(芮水)가 흐른다. |

## 당
618년(당 고조 무덕 원년) 군벌 설인고(薛仁杲)를 굴복시킨 뒤 경주로 개명했다. 742년(당 현종 천보 원년), 안정군으로 개명되었고 758년(당 숙종 건원 원년), 주현제를 재실시하면서 다시 경주로 칭했다. 5현 8,773호 35,921명을 거느렸으나 천보연간에는 31,365호 186,849명을 거느렸다.
| 현명   | 한자   | 대략적 위치                 | 비고                                                                  |
| ------ | ------ | --------------------------- | --------------------------------------------------------------------- |
| 안정현 | 安定縣 | 핑량 시 징촨 현 성관진      |                                                                       |
| 영태현 | 靈台縣 | 핑량 시 링타이 현           | 742년 순고현에서 영태현으로 개명했다.                                 |
| 양원현 | 良原縣 | 핑량 시 링타이 현 양원향    |                                                                       |
| 반원현 | 潘原縣 | 핑량 시 쿵퉁 구 백수진 일대 | 742년 음반현에서 개명되었다. 현경계에 버려진 옛 반원현의 치소가 있다. |
| 임경현 | 臨涇縣 | 칭양 시전위안 현            |                                                                       |